# مقعدة

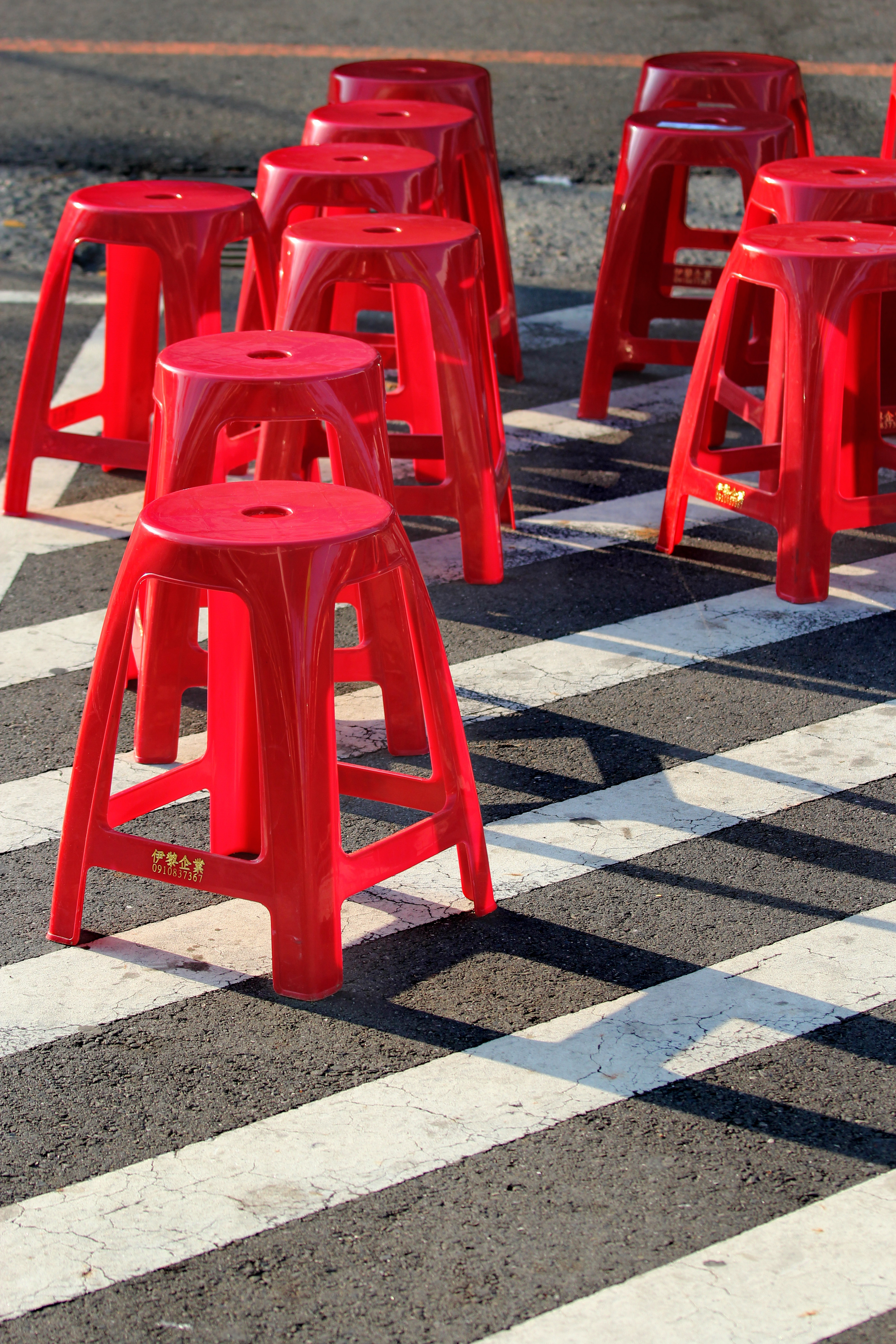
مقعدات لدنة مصبوبة

تُعَد المَقْعَدة أو المقعد أحد أقدم أشكال أثاث المقاعد. إنها تحمل العديد من أوجه التشابه مع الكرسي. تتكون من مقعد واحد بدون مسند الظهر ومساند الذراعين، ويستند المقعد على قاعدة كرسي يوجد لها رِجل أو اثنتان أو ثلاث أو أربع أرجل. تتميز المقعدة عموماً عن الكراسي بعدم وجود الذراعين والظهر. توجد أنواع ذات رِجل واحدة أو اثنتين أو خمس ويشار إلى هذه المقعدات المتنوعة من قبل بعض الأشخاص على أنها «كراسي بلا ظهر». بعض المقعدات الحديثة لها ظهور. يمكن أن تصبح المقعدة الطَّوِيَّة مسطحة، عادةً عن طريق تدوير المقعد ليكون متوازياً مع الأرجل المطوية.
بعض المقعدات مصممة بثلاثة أرجل؛ نظراً لأن النقاط الثلاث تحدد مستوٍ، فلن تتأرجح، حتى لو وضعَتْ على أرضية غير مستوية.